# Малі Нагірці
Мал́і Нагірці — село в Україні, у Новояричівській селищній громаді Львівського району Львівської області. До 2020 року села Великосілки, Малі Нагірці, Нова Лодина та Соколів підпорядковувалися Великосілківській сільській раді, нині орган місцевого самоврядування — Новояричівська селищна рада. Населення становить 380 осіб.

## Географія
Малі Нагірці розташовані за 38 км від міста Львова — одночасно обласного та районного центру та 20 км від адміністративного центру сільської громади. За 13 км знаходиться найближча залізнична станція Колодно. На півночі межує з селом Нова Лодина, на півдні — з селом Соколів, на південному заході — з селом Якимів та на сході — з селом Великосілки. Вздовж західної межі села тече річка Горпинка.
Вулиці
В Малих Нагірцях налічується 2 вулиці.
- Січових Стрільців
- Франка Івана

## Населення
У 1880 році у селі мешкала 731 особа. Станом на початок 1939 року населення ставило 690 осіб, з них: 540 українців, 10 поляків, 130 латинників та 10 євреїв. За даними всеукраїнського перепису населення 2001 року в селі Малі Нагірці мешкало 374 особи, у 2008 році — 380 осіб.
Мова
Розподіл населення за рідною мовою за даними перепису 2001 року був наступним:
| українська | 374 | 100,00 |

## Історія
Перша згадка про Малі Нагірці сягає XIV століття і припадає на 1352 рік (в привілеї — помилково 1362) — села Горпин, Вирів, Нагірці у Львівській землі стали власністю шляхтича Ґжеґожа (Григорія) Тимшица (посмертно названий «Давидовський»), який отримав їх за заслуги від короля Казимира III Великого.
Чергова згадка про село датується 1423 роком.
1 січня 1925 року з села Малі Нагірці Кам'янко-Струмилівського повіту вилучено присілок Лодина-Нова та утворено самоврядну одиницю.
Відомо, що в 1926 році була утворена горпинська католицька парафія, до неї увійшли Малі Нагірці, Лодина, Вирів, Честині, Новий став. Люди, котрі були католицького віросповідання могли ходити до католицького костелу Опіки Найсвятішої Панни Марії у сусідньому селі Горпин.
В Другій польській республіці село було центром сільської ґміни. З 1 серпня 1934 року в межах реформ село входить до складу Желехів Великий, Кам'янко-Струмилівського повіту Тернопільського воєводства.
1 квітня 1944 року біля села, невідомий злочинець, замордував Степана Навроцького (український стигматик) та Йосифа Стернюка.
З 11 серпня 1941 року село входить до складу Кам'янко-Струмилівського повітового староства (нім. Kreishauptmannschaft und Gemeindeverband Kamionka-Strumilowa «окружне староство і об'єднання гмін Кам'янка-Струмилова») дистрикту Галичина Генеральної Губернії.
17 червня 1944 року в селі німці обступили хату, де містилася боївка Служби безпеки ОУН. В повстанців не було знайдено зброї, бо вони її заховали. Повстанця «Хмару», біля якого знайшли зброю, будо доставлено до Львова. Під час перевезення до Львова «Хмара» втік з поїзду. Шістьох осіб з Малих Нагірців заарештували.
22 червня 1944 року німецькі війська оточили села Малі Нагірці, Лодину Нову та сусідні села, забирали людей, які працювали при окопах, на роботи до Німеччини.
11 грудня 1944 року в селі Малі Нагірці було проведено більшовицьку «акцію», під час якої вбили одного жителя, а його господарство пограбували.
З вересня 1944 до березня 1959 року село входить до складу Новомилятинського району Львівської області УРСР. 
Нині у селі працюють Народний дім та медичний заклад.

## Пам'ятки, визначні місця

### Церква Святого Архістратига Михаїла
Дерев'яна церква Святого Архістратига Михаїла, збудована у 1876—1877 роках у центрі села коштом мецената Ладинського та добровільних пожертв парафіян. Майстер — Андрій Горонцій.
На надпоріжнику західних дверей різьблений напис: «В ім'я пресвятої Тройці Бого Отця і Сина і Святого Духа амінь Цей храм збудований Року Божого 1876 Працею і пожертвами Високо Благородних». На правому одвірку: «ктиторів Станіслава і Емілії Лодиських спільно з громадою Нагориць і Лодини Нової». На лівому одвірку: «за Душпастирства ієрея Петра Стефановича і Війта Василя Дворятина Майстер Андрій Горонцій».
Тризрубна будівля розміром 19×7 метрів стоїть на бетонному фундаменті з отворами для вентиляції. Традиційно оточена піддашшям, під яким з півночі та півдня до вівтаря прибудовані ризниці. До західної стіни бабинця прибудований засклений ґанок. Стіни підопасання вертикально шальовані фарбованими дошками, решта поверхонь стін покриті фарбованим гонтом.
Три світлові восьмерики накриті дзвонястими банями, які завершують маківки, підкреслені покритою «під золото» бляхою. На південь від храму стоїть дерев'яна триярусна дзвіниця, накрита шатровим верхом.
Іконостас храму виконаний різьбярем Михайлом Наконечним у 1909 році. Предметом особливого шанування у церкві вважають образ Святого Архістратига Михаїла з XIX століття. Велику територію перед храмом прикрашають стрункі вічнозелені туї. Нині церква у користуванні місцевої релігійної громади Львівсько-Сокальської єпархії ПЦУ парафії Святого Архістратига Михаїла.

## Транспорт
Від автовокзалу «Північний» у Львові (колишня львівська автостанція № 2) до села курсує маршрутне таксі № 222 сполученням Львів—Якимів.